# 凯旋门 (小说)
《凯旋门》 (德語：Arc de Triomphe) 是德裔作家雷马克于1945年发表的小说。描述二战之前德国难民在巴黎的流亡生活。本书是继《西线无战事》后他的第二本全球畅销小说（近千万册）。1948年改编成一部电影，1985年也有一部电视电影。

## 故事概要
德国外科医生拉维克因隐藏一名犹太作家而被盖世太保逮捕并受尽折磨；他后来逃出集中营流亡到法国巴黎，并一直过着随时会被驱逐出境的不安定生活，他在巴黎靠为病人做手术而赚钱生活。一天晚上他在塞纳河畔结识一位流离失所的女演员琼，两人因境遇相同而产生好感，拉维克帮助琼在巴黎安定下来并找到一份工作，两人也因此相爱。
后来拉维克在巴黎街头偶遇几年前刑讯他并折磨死他妻子的纳粹头目哈克，为报仇雪恨他想尽办法追踪哈克，终于在一个夜晚将哈克诱骗到一个森林里并将其杀害。与此同时，琼与另一位男子同居产生感情，尽管琼从心理上一直是爱着拉维克的，不过拉维克因受不了琼的这种生活方式和感情态度，两人之间也闹着不少矛盾。最终同居男子用枪误伤了瓊，最后不治身亡。
二战爆发后，法国向德国宣战，拉维克和其他流亡者一同被法國警察逮捕，最终囚车载着他们穿过凯旋门，向未知的方向驶去。